# Cosmic Baby
Pour les articles homonymes, voir Baby.
Harald Blüchel, surtout connu sous son nom de scène Cosmic Baby, est un artiste de musique électronique allemand, né le 19 février 1963 à Nuremberg. Blüchel est également bien connu pour sa participation dans divers projets musicaux comme Energy 52 avec Kid Paul, The Visions of Shiva avec Paul van Dyk, ou encore son duo avec Christopher von Deylen.

## Discographie

### Singles et EP
- 1989 - De Luxe 63 : E (Three Projects Of De Luxe 63) (Big Sex Records)
- 1991 - Cosmic Enterprises : Tao (White Label)
- 1992 - Cosmic Baby : Transcendental Overdrive (MFS)
- 1992 - Cosmic Baby : Cosmikk Trigger (ESP)
- 1992 - GTO Remixes Cosmic Babies (MFS)
- 1992 - Cosmic Baby : 23 (MFS)
- 1992 - Cosmic Baby : Oh Supergirl (ESP)
- 1993 - Cosmic Baby : The Cosmic, very Cosmic EP (MFS)
- 1993 - Cosmic Baby : Heaven's Tears (MFS)
- 1994 - Cosmic Baby : Loops of Infinity (Logic)
- 1994 - Cosmic Baby : Loops of Infinity Remixes (Logic)
- 1994 - Cosmic Baby : Fantasia
- 1994 - Cosmic Baby : A Tribute to Blade Runner, Part 1 (EastWest)
- 1995 - Cosmic Baby : A Tribute to Blade Runner, Part 2 (EastWest)
- 1995 - Cosmic Inc. : Futura (Logic)
- 1995 - Cosmic Baby : Cosmic greets Florida (Logic)
- 1998 - Cosmic Baby : Lucifer (Intercord)
- 1999 - Cosmic Baby : Sketches in Spring
- 2008 - Cosmic Baby : Cosmikk Trigger (en téléchargement, avec de nouveaux titres)
- 2008 - Cosmic Baby : Hommage a Blade Runner (en téléchargement, avec de nouveaux titres)

### Albums
- 1992 - Cosmic Baby : Stellar Supreme (MFS)
- 1994 - Cosmic Baby : Thinking about myself (Logic)
- 1995 - Cosmic Inc. : Futura (Logic)
- 1995 - Cosmic Baby : Stunde Null (Time out of Mind)
- 1995 - Cosmic Baby : Fourteen Pieces (Time out of Mind)
- 1996 - Cosmic Baby : Kinetik (Time out of Mind)
- 1997 - Cosmic Baby : Musik zu Andorra (Time out of Mind)
- 1998 - Cosmic Baby : Heaven (Intercord)
- 2004 - Bluechel & von Deylen : Bi Polar
- 2004 - Bluechel & von Deylen : Mare Stellaris
- 2006 - Harald Blüchel : Die Toteninsel (Zauberberg - Trilogie Partie 1)
- 2006 - Cosmic Baby : Industrie und Melodie
- 2007 - Harald Blüchel : Caged (Zauberberg - Trilogie Partie 2)
- 2007 - Cosmic Baby : Works 1996.1 - Somnambul (uniquement en téléchargement)
- 2007 - Cosmic Baby : Works 1996.2 - Hundeherz (uniquement en téléchargement)
- 2008 - Cosmic Baby : Sternsprung (uniquement en téléchargement)
- 2009 - Harald Blüchel : Electric Chamber Music (Zauberberg - Trilogie Partie 3)